# Pekingeser
Pekingeseren er en hunderace.
Den stammer tilbage fra Kina. Kongelige havde utrolig mange Pekingesere, da de blev brugt til at skræmme onde ånder væk (pga. deres udseende). 
Racen er meget venlig, men ikke særlig lærenem. Nogle Pekingesere er meget sociale, mens andre holder sig for sig selv.
I en test mellem 85 hunderace blev Pekingeseren nummer 83 i kloghed. Hvilket vil sige at den ikke er specielt begavet.
 Der er for få eller ingen kildehenvisninger i denne artikel, hvilket er et problem. Du kan hjælpe ved at angive troværdige kilder til de påstande, som fremføres i artiklen.

| Hund | Spire Denne hunderelaterede artikel er en spire som bør udbygges. Du er velkommen til at hjælpe Wikipedia ved at udvide den. |